# Boston-Marathon 1944
| 48. Boston-Marathon    | 48. Boston-Marathon        |
| ---------------------- | -------------------------- |
| Stadt                  | Boston, Vereinigte Staaten |
| Datum                  | 19. April 1944             |
| Distanz                | 41,1 – 42,2 Kilometer      |
| Sieger                 |                            |
| Männer                 | Gérard Côté (2:31:50 h)    |
| ← Boston-Marathon 1943 | Boston-Marathon 1945 →     |
| Website                | Offizielle Website         |

Der Boston-Marathon 1944 war die 48. Ausgabe der jährlich stattfindenden Laufveranstaltung in Boston, Vereinigte Staaten. Der Marathon fand am 19. April 1944 statt. Die Laufdistanz betrug zwischen 41,1 und 42,2 Kilometer.
Es gewann Gérard Côté in 2:31:50 h.

## Ergebnis
| Platz | Athlet                | Land               | Zeit (h) |
| ----- | --------------------- | ------------------ | -------- |
| 01    | Gérard Côté           | Kanada             | 2:31:50  |
| 02    | Johnny Kelley         | Vereinigte Staaten | 2:32:03  |
| 03    | Charles A Robbins Jr. | Vereinigte Staaten | 2:38:31  |
| 04    | William Wiklund       | Vereinigte Staaten | 2:41:45  |
| 05    | Lloyd Evans           | Kanada             | 2:43:20  |
| 06    | Don Heinicke          | Vereinigte Staaten | 2:47:52  |
| 07    | Bruno Mazzeo          | Vereinigte Staaten | 2:49:06  |
| 08    | Louis Young           | Vereinigte Staaten | 2:49:18  |
| 09    | Jock Semple           | Vereinigte Staaten | 2:51:34  |
| 10    | Clayton Farrar        | Vereinigte Staaten | 2:54:40  |